# Classe Constellation
La classe Constellation est une classe de frégates lance-missiles en cours de développement pour l'United States Navy. Prévu pour remplacer les Littoral combat ships annulés et ceux retirés précocément du service, le projet FFG(X) est lancé en 2017 par le département de la Défense des États-Unis. L'appel d'offres est remporté en 2020 par Fincantieri Marinette Marine, filiale de Fincantieri, par un modèle dérivé des FREMM pour 22 milliards de dollars.
Choisie comme un modèle de frégate éprouvé, pour éviter les errements technologiques et financiers des programmes précédents (Zumwalt et LCS) et être rapide à construire, elle est pourtant très profondément modifiée à la demande des services de l'US Navy (propulsion, armement, senseurs et même la coque) au point qu'il ne resterait que 15 % en commun avec la FREMM (85% prévus à l'origine),.
Début 2025, le programme affiche cinq ans de retard. La construction de la première frégate, l’USS Constellation est limitée à 10% (le chantier a débuté avant les nouvelles spécifications) et son achèvement n'est pas attendu avant 2029. Le prix des quatre premières unités a augmenté de 310 millions de dollars, la conception n'est pas encore finalisée,.
Le projet de budget militaire 2026 proposé par l'administration Trump ne prévoit aucun crédit pour ce programme.

## Navires
| Nom               | Pennant number | Chantier naval               | Quille       | Lancement | Mise en service |
| ----------------- | -------------- | ---------------------------- | ------------ | --------- | --------------- |
| USS Constellation | FFG-62         | Fincantieri Marinette Marine | 31 août 2022 |           |                 |
| USS Congress      | FFG-63         | Fincantieri Marinette Marine |              |           |                 |
| USS Chesapeake    | FFG-64         | Fincantieri Marinette Marine |              |           |                 |
| USS Lafayette     | FFG-64         | Fincantieri Marinette Marine |              |           |                 |